# Клан О'Келлі

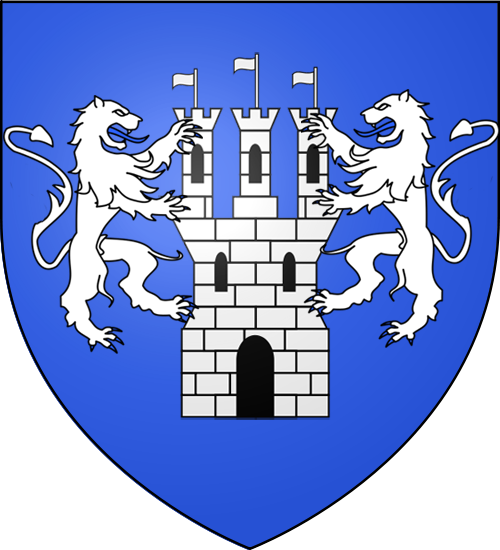
Герб вождів клану О Келлайг (ірл. — Ó Ceallaigh).

Клан О'Келлі (ірл. — Clan O'Kelly, Clann Ó Ceallaigh) — клан О'Келлах, клан Келлі — один з ірландських кланів. Назва клану означає «нащадки Келлаха». Ірландське ім'я Келлах означає «людина з яскравим волоссям» або «важкий». До клану О'Келлі належали королі королівства Ві Майне, що називалось ще Країна О'Келлі. Келлах був сином Фіннахти (ірл. — Finnachta) і жив, імовірно в 874 році. Вождь клану Тадг О Келлах загинув в битві під Клонтарф у 1014 році, коли ірландці розгромили вікінгів. В давні часи ім'я Келлах означало, що його носій був воїном. Але нині ім'я популярне серед жінок в Америці.
Люди з клану О'Келлі живуть нині в Ірландії в графствах Карлоу, Арма, Клер, Донегол, дублін, Голвей, Кілкені, Леїш, Літрім, Деррі, Лонгфорд, Майо, Міт, Оффалі, Роскомон, Слайго, Тіпперері, Тайрон, Уотерфорд, Західний Міт, Віклоу та розсіяні багатьма країнами світу.

## Історія клану і земель О'Келлі
У давні часи клан володів землями на півночі королівства Коннахт на берегах озера Лох-д-Мелвін поруч біля кордону з Ольстером і нинішнім графством Донегол. На цих територіях клан жив як мінімум з IV з XV століття. Крім того, люди з клану О'Келлі жили в графстві Голвей та Лейтрім на берегай озера Лох-д-Рі та на землях клану Ві Майне як мінімум з XV по XVIII століття. Згідно літописів та історичних переказів клан О'Келлі — обидві гілки — переселився в ці землі з Ольстера до IV століття і клан є безпосереднім нащадком племені мілезійців — нащадків легендарного Міля.
Літопис «Чотирьох майстрів» зазначає, що клан О'Келлі в давнину переселився з Ольстера на території нинішніх графств Голвей, Мейо, Роскомон, Лейтрім. Клан контролював водні шляхи сполучення, в тому числі по річці Шеннон. Клан ворогував і воював з вікінгами, які в VIII — Х століттях спробували захопити ці території. Вважається, що на ці території кельтські племена переселилися трьома хвилями: І — племена прітені близько 600 р. до. н. е., ІІ — племена Еріанн близько 400 р. до н. е., ІІІ — племена лагайн близько 250 р. до н. е. Мілезійці переселились в Ірландію близько 200 р. до н. е. і поселилися на території нинішнього графства Тірон. Мілезійці завоювавши Ірландію розділили острів на чотири царства. В західній частині острова деякий час жили фірболги — плем'я, що населяло Ірландію ще до цих хвиль переселень і потім було частково винищене. частково асимільоване новими племенами.
На початку нової ери землі клану О'Келлі належали королівству Коннахт, що вело нескінченні війни з північним королівством Улад. У 372 році з Улада на ці землі переселився Келлавг (ірл. — Ceallaugh) чи Келлайг (ірл. — Ceallaigh), що заснував клан Ві Майне (ірл. — Ui Maine) поселившись на берегах озера Лох-д-Рі. Частина нащадків цього Келлайга поселились на берегах озера Лох-д-Мелвін і стали називатися кланом О'Келлай — «онуки Келайга». Можливо, саме з цього клану походять брати Колла і клан Колла, що ворогував, а потім служив верховному королю Ірландії Муйредаху Тіреху (310—343), завоював королівство Улад і заснував королівство Айргіалла на території Уладу у IV столітті.
У V—VI столітті клан О'Нейлл завойовує північний схід Ірландії і засновує королівства Айлех, Тір Конайлл, Тір Еогайн, клан О'Коннор завойовує землі на північ від земель клану О'Келлай. Клан Калрайге (ірл. — Calraige) осідає в північному Лейтрімі.
У VII столітті клани Кайпре Дрома Кляб (ірл. — Cairpre Droma Cliab) та Дартрайге (ірл. — Dartraige) поселяються в північному Лейтрімі. Клан Ві Бруїн переселяється на землі південних О'Нейллів — в королівство Міде. Клан Ві Файлге (ірл. — Ui Failge) переселяється в Західний Міт.
У VIII столітті клани Ві Бруїн (ірл. — Ui Briuin) та Ві Фіахрах (ірл. — Ui Fiachrach) тиснуть на клан Ві Майне з півдня і півночі. Клани Калрайге (ірл. — Calraige) і Датрайге (ірл. –Dartraige) живуть в північному Лейтрімі. В цей час вікінги починають захоплювати землі в Ірландії.
У ІХ — Х столітті клани Кайпре (ірл. — Cairpre), Калрайге (ірл. — Calraige), Ві Бруїн (ірл. — Ui Briuin) живуть в північному Лейтрімі. Клан Ві Майне перебуває під постійних тиском різних дрібних кланів. Вікінги будують на берегах річки Шеннон фортецю Лімерік.
В ХІ столітті ірландці розгромили вікінгів. Клан Ві Майне стає все більш слабким і все менш помітним в ірландській історії. В північному Лейтрімі поселяється новий клан — Трайхт Еоха (ірл. — Traicht Eotha).
У ХІІ столітті клан Кайпре називається вже Маг Луйрг. Постає королівство Брейфне. Клан Ві Келлайг — він же О'Келлі та клани Ва х-Ейдін (ірл. — Ua hEidin), Кллівес (ірл. — Cllives) та Ва Матудайн (ірл. — Ua Matudain) продовжують жити на землях Ві Мейне. Клан Ва Матудайн став називатися О'Меддден і споріднився з кланом О'Келлі.
У ХІІІ столітті панівним кланом в цих землях стає клан Ва Руайрк (ірл. — Ua Ruairc). В цей час в Ірландію вдираються англо-норманські завойовники, але війна йде на сході Ірландії, племена Коннахта, і зокрема клан О'Келлі в це не зачеплений.
У XIV столітті для клану О'Келлі були відносно мирними. Сусідами клану О'Келлі є клани О'Рурк та О'Коннор, між цими кланами виникають тертя, але інформації про війни між цими кланами в той час немає. Близько 1350 року формуються території графств, які збереглися і донині.
У XV столітті англійці контролюють в основному тільки східну Ірландію. Клан О'Рурк контролює північний Лейтрім, клан О'Медден контролює землі Ві Майне. На землі Ві Майне з заходу тиснуть нормани Берк, з півночі клан О'Коннор, клан О'Браєн Хомонд — з півдня, нормани графи Десмонд з півдня. Близько 1475 року частина людей з клану О'Келлі переселяються на південь — в районі біля Туам.
У XVI столітті англійці завойовують західну Ірландію. Багато кланів змушені були переселятися в нові місця і жити під англійським пануванням.
У XVII столітті на британських островах вирує громадянська війна. В Ірландії війна йде між католиками і протестантами, між англійцями та ірландцями. між роялістами та республіканцями. В Ірландію вдирається з армією Кромвель, що жорстоко придушує ірландське повстання і всіх, хто незадоволений його владою. Клан О'Келлі втратив свої володіння, вожді клану перестали бути землевласниками і лордами, багато з людей клану О'Келлі загинули.
У XVIII столітті католики Ірландії, до яких належав клан О'Келлі були позбавлені своїх прав. Багато людей із клану О'Келлі мігрувало в Америку, зокрема в Вірджинію. Багато людей із клану О'Келлі воювало за незалежність американський колоній.

## Клан О'Келлі сьогодні
Прізвище О'Келлі є нині в Ірландії другим найпоширенішим прізвищем після прізвище Мерфі (ірл. — Murphy). Пірзвища О'Келлі та Келлі набагато в більшій кількості зустрічаються в США та Великій Британії, аніж в самій Ірландії. У США прізвище О'Келлі та Келлі входить в число 100 найбільш поширених прізвищ. Австрплійські моряки з прізвищем О'Келлі називають себе Нед — по імені знаменитого злочинця.
В Ірландії є нині 7 септ клану О'Келлі. Основною септою клану є септа О'Келлі Ві Майне.